# Phaenocarpa intermedia
Phaenocarpa intermedia är en stekelart som beskrevs av Vladimir Ivanovich Tobias 1962. Phaenocarpa intermedia ingår i släktet Phaenocarpa och familjen bracksteklar. Inga underarter finns listade i Catalogue of Life.